# Пегава торбарска мачка
Пегава торбарска мачка, пегава квола, или тиграста квола (Dasyurus maculatus) је врста сисара торбара из реда Dasyuromorphia. 

## Распрострањење
Ареал врсте је ограничен на Аустралију, која је једино познато природно станиште врсте. Подврста D. m. maculatus насељава влажне шуме Тасманије и југоисточне Аустралије (од јужног Квинсленда до Викторије), а северна подврста, D. m. gracilis, насељава малу област на северу Квинсленда.

## Станиште
Станиште врсте су влажне шуме. 

## Угроженост
Ова врста је на нижем степену опасности од изумирања, и сматра се скоро угроженим таксоном. Северна подврста, D. m. gracilis је угрожена.